# コンセプトモデル
コンセプトモデル (英語: Concept Model,Conceptual model) とは、企業が発売予定のあるモデルとは別に、これからの自社の目指す概念を内外に知らしめる目的で発表するモデルである。また、情報処理における概念モデルを指すこともある。

## 概要
展示会などで「参考作品」として展示されるものがその殆どを占める。
高額商品において発売予定が無いと言いながら、そう宣伝することで大衆の飢餓感をあおり実販売時にセールスに結びつける戦略が見受けられる。一方で、本当に発売予定でなかったものがユーザーの強い要望から実売にこぎ着けるケースもある。
高額なものは四輪車や二輪車製造企業がモーターショーなどで、また比較的安価なものはホビーショーなどで玩具メーカーが発表する事が多い。それに加えて、近年では携帯電話事業者が発表する事も増えてきた。

## 関連用語 (情報処理)
- en:Conceptual model
- en:Conceptual model (computer science)
- en:Conceptual schema
- en:Concept map (概念地図)
- en:Conceptual framework
- en:Conceptual graphs
- データモデリング (Data modeling)
- 実体関連モデル (Entity-relationship model) ERモデルとも
- スキーマ (データベース)